# بيانكا وليامز
بيانكا وليامز (بالإنجليزية: Bianca Williams)‏ هي عالمة الإنسان وكاتِبة أمريكية، ولدت في 1980.